# اندیس سنگ تزئینی چمال
سنگ تزئینی چمال یک اندیس مصالح ساختمانی است که در حوالی شهر هفت سان استان چهارمحال و بختیاری قرار دارد و مادهٔ معدنی موجود در آن، سنگ تزئینی است.سنگ میزبان این اندیس سنگ اّهک است و دیرینگی آن به دوران ائوسن می‌رسد. 